# Pat Garrett & Billy the Kid (álbum)
Pat Garrett & Billy the Kid é uma banda sonora lançada pelo cantor Bob Dylan a 16 de Julho de 1973.
Fez parte da banda sonora do filme do mesmo nome, Pat Garrett and Billy the Kid. Bob Dylan aparece no filme na personagem de "Alias".
O disco atingiu o nº 16 do Pop Albums.

## Faixas
Todas as faixas por Bob Dylan

### Lado 1
1. "Main Title Theme (Billy)"
2. "Cantina Theme (Workin' for the Law)"
3. "Billy 1"
4. "Bunkhouse Theme"
5. "River Theme"

### Lado 2
1. "Turkey Chase"
2. "Knockin' on Heaven's Door"
3. "Final Theme"
4. "Billy 4"
5. "Billy 7"

## Créditos
- Bob Dylan - Guitarra rítmica
- Booker T. Jones - Baixo
- Bruce Langhorne - Guitarra acústica
- Roger McGuinn - Guitarra
- Russ Kunkel - Pandeireta, bongos
- Carol Hunter - Guitarra, vozes
- Donna Weiss - Vozes
- Priscilla Jones - Vozes
- Byron Berline - Vozes, violino
- Jolly Roger - Banjo
- Terry Paul - Vozes
- Jim Keltner - Bateria
- Brenda Patterson - Vozes
- Terry Paul - Baixo
- Gary Foster - Flauta
- Fred Katz - Violoncelo
- Ted Michel - Violoncelo